# ق
‎（阿拉伯语：‎）是阿拉伯字母中的第21個字母，屬於月亮字母。

## 概要

### 字源
源於腓尼基字母𐤒，與希伯來字母「ק」、希臘字母的「Ϙ」和拉丁字母的「Q」同源。

### 讀音

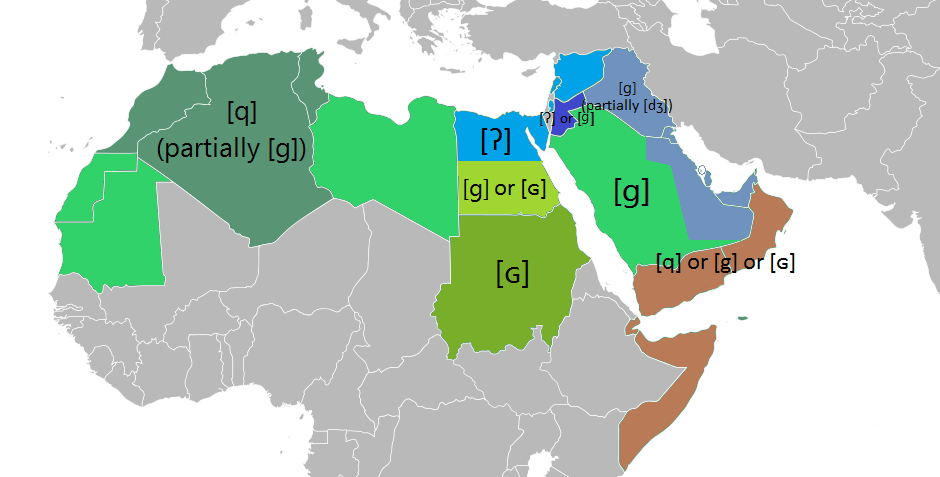
各地方言中「ق」的讀音

在現代標準阿拉伯語中發音為清小舌塞音/q/，但在某些方言中發音為聲門塞音/ʔ/、濁軟顎塞音/g/或與「غ」相同的濁軟顎擦音/ɣ/。

### 字體變化
依據字母在詞語位置的不同，其書寫形式也會有所變化：
| 在词语中的位置：        | 独立 | 尾部 | 中部 | 首部 |
| ----------------------- | ---- | ---- | ---- | ---- |
| 誊抄体： （显示异常？） | ق‎    | ـق‎   | ـقـ‎  | قـ‎   |
| 波斯体： （显示异常？） | ق‬    | ـق‬   | ـقـ‬  | قـ‬   |